# Andrew de Astley, 1. Baron Astley
Andrew de Astley, 1. Baron Astley (* vor 1265; † 1301) war ein englischer Adliger.

## Leben
Er war der älteste Sohn des Sir Thomas de Astley, Gutsherr von Astley und Bentley in Warwickshire, aus dessen erster Ehe mit Joan de Bois, Tochter des Ernald de Bois, aus Leicestershire. Sein Vater beteiligte sich an der Rebellion der Barone gegen den König Heinrich III. und fiel 1265 in der Schlacht von Evesham, woraufhin seine Ländereien von der Krone eingezogen wurden. Im Rahmen des Dictum of Kenilworth von 1266 erlangte Andrew die Ländereien gegen Zahlung eines Bußgeldes zurück.
König Eduard I. berief Andrew de Astley während seines Feldzugs zur Eroberung von Wales 1283 nach Shrewsbury ein. Am 24. Juni 1295 berief ihn Eduard I. erstmals mit Writ of Summons ins Englische Parlament ein und erhob ihn dadurch zum erblichen Baron Astley. Später nahm Astley auch an den Feldzügen gegen Schottland teil und kämpfte dort 1298 in der Schlacht von Falkirk.
Astley starb kurz vor dem 18. Januar 1301. Aus seiner Ehe mit einer Frau namens Sybil hinterließ er zwei Söhne:
- Nicholas de Astley, 2. Baron Astley (um 1277–1325);
- Sir Giles of Astley (nach 1277–vor 1316), ⚭ Alice Wolvey.